# موسى بن جابر الحنفي
موسى بن جابر بن أرقم بن مسلمة بن عبيد الحنفي شاعر يمامي مخضرم وفارس، لُقب بأزيرق اليمامة وأيضا بابن الفريعة. يعود نسبه إلى بني سحيم بن مرة من بني حنيفة. كانت ديانته النصرانية التي أثرت على بعض شعره، لكنه تطرق أحيانا لمواضيع الحرب والشجاعة. أدرك الإسلام ولم يسلم. وعاش حتى العصر الأموي والتقى بعبد الملك بن مروان وهذا ما اتضح في شعره القائل 
أمه تدعى ليلى وله من الشعر الكثير. من أشهر قصائده تلك التي وردت في "شرح ديوان الحماسة" للتبريزي، حيث يقول:

## نزول بني حنيفة في اليمامة
من أهم قصائده هي التي دونت موضع نزول بني حنيفة في اليمامة بعد انتقالهم من الحجاز، محددًا موضع نزولهم بين ديار قيس عيلان والفزر، ويقصد بالفزر سعد بن زيد مناة التميمي ومساكن ذريته. وهي التي قال فيها: